# Laser-books
Laser–books, s.r.o. je české nakladatelství z Plzně, které se zabývá převážně tvorbou z žánrů science fiction, fantasy a horor.

## Historie
Plzeňské nakladatelství Laser-books, s.r.o. (původně Laser) patří svým působením již od roku 1990 k nejstarším specializovaným vydavatelům. Od samotného počátku je nejdůležitější osobou v jeho pozadí Tomáš Jirkovský, kdysi nadšený fanoušek, zakladatel science-fiction klubu Laser a vydavatel stejnojmenného fanzinu. Zpočátku se nakladatelství nazývalo jednoslovně Laser. Nakladatelství již publikovalo přes 300 titulů a dále se rozvíjí. Jedním z nejvýznamnějších přínosů Laser-books pro český trh bylo objevení literárního směru New Weird.
V roce 2018 bylo nakladatelství Laser koupeno skupinou Euromedia Group.

## Kontroverze
Nakladatelství Laser-books proslulo mezi žánrovými překladateli jako notorický neplatič honorářů. Stížnosti napálených překladatelů jsou v českém internetovém fandomu dnes[kdy?] již nedílnou součástí koloritu. Varovná internetová stránka na téma platební morálky Laser-books, Anti-Laser Page, existuje už od roku 2001.
V řadách nedobrovolných věřitelů Laser-books se v uplynulém desetiletí[kdy?] ocitli například Jana Bezdíčková, Petr Kotrle, Silvie Šustrová, Viktor Janiš, Robert Tschorn nebo David Petrů. Ve fandomovém věstníku Interkom je zaznamenán případ, kdy se nakladatel dlouhodobě zdráhal vyplatit dlužný honorář matce zesnulého překladatele.
Situaci a tvář nakladatelství Laser-books se snaží v internetových diskusích a v jednáních s věřiteli zachraňovat jeho zaměstnanec Martin Šust, editor řady New Weird. Prohlašuje například: Je pravdou, že Laser některým dluží. Nevím, jestli to mohu takhle veřejně potvrdit, ale nemám ve zvyku lhát. Na naši obhajobu však musím uvést, že se v poslední době snažíme o napravení dluhů minulosti. Jasné je, že to nejde snadno. Ale teď už máme splaceny tiskárny, literární práva a budeme se snažit, aby přišli na řadu i překladatelé. Laser v posledním roce prochází myslím pomalou, ale snad i zvnějšku viditelnou proměnou.

## Ocenění
Nakladatelství za dlouhá léta své existence nasbíralo řadu ocenění od Akademie science-fiction, fantasy a hororu. Jejich výčet zní:

### Nejlepší nakladatelství
- za rok 1999
- za rok 2000
- za rok 2004
- za rok 2007

### Kniha roku (hlavní cena)
- za rok 2004: China Miéville - Jizva

### Nejlepší zahraniční kniha
- za rok 2000: Philip K. Dick - Ubik
- za rok 2002: Philip K. Dick - To je Wub, kapitáne
- za rok 2003: China Miéville - Nádraží Perdido

### Nejlepšíscience fiction
- za rok 1995: Orson Scott Card - Mluvčí za mrtvé
- za rok 1996: Dan Simmons - Hyperion
- za rok 1998: Alfred Bester - Zničený muž
- za rok 1999: Philip K. Dick - Sluneční loterie
- za rok 2002: Philip K. Dick - To je Wub, kapitáne
- za rok 2003: China Miéville - Nádraží Perdido
- za rok 2007: Dan Simmons - Olymp

### Nejlepšífantasy
- za rok 2003: China Miéville - Nádraží Perdido

### Nejlepšíhoror
- za rok 2001: Clive Barker - Třetí kniha krve
- za rok 2004: Clive Barker - Utkaný svět

### Nejlepší povídková sbírka
- za rok 1996: Philip K. Dick - Zlatý muž
- za rok 2002: Philip K. Dick - To je Wub, kapitáne

### Nejlepšíantologie
- za rok 1999: Donald A. Wollheim - Nejlepší SF povídky roku 1986
- za rok 2000: Bruce Sterling - Zrcadlovky
- za rok 2001: Gardner Dozois - Nové dobré kusy
- za rok 2002: Gardner Dozois - Staré dobré kusy
- za rok 2003: Orson Scott Card - Mistrovské kusy
- za rok 2004: Harlan Ellison - Nebezpečné vize
- za rok 2005: Martin Šust - Trochu divné kusy
- za rok 2006: Martin Šust - Trochu divné kusy 2
- za rok 2007: Jonathan Strahan & Charles N. Brown - Locus: To nejlepší z fantasy a science fiction
- za rok 2008: Gardner Dozois & Jonathan Strahan - New Space Opera

### Nejlepší neangloamerický překlad
- za rok 2002: Stanisław Lem - Bajky robotů
- za rok 2003: Pavel Weigel - Polská ruleta

### Nejlepší titul mimo beletrii
- za rok 2003: Martin Šust - Slovník autorů anglo-americké fantastiky A-K